# Задунайская Болгария

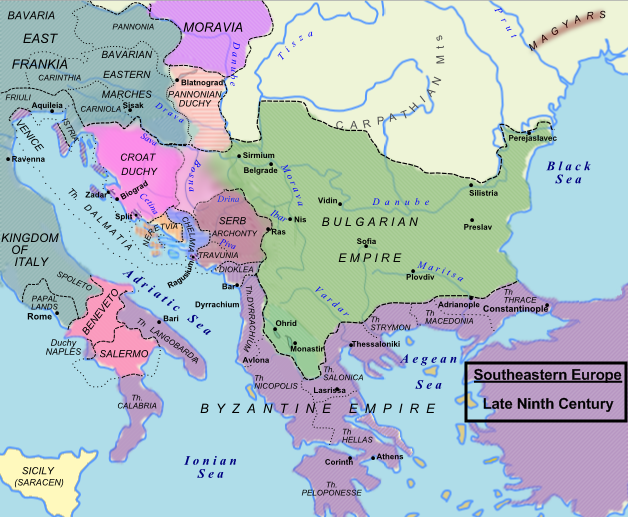
Первое Болгарское царство в IX—X вв.

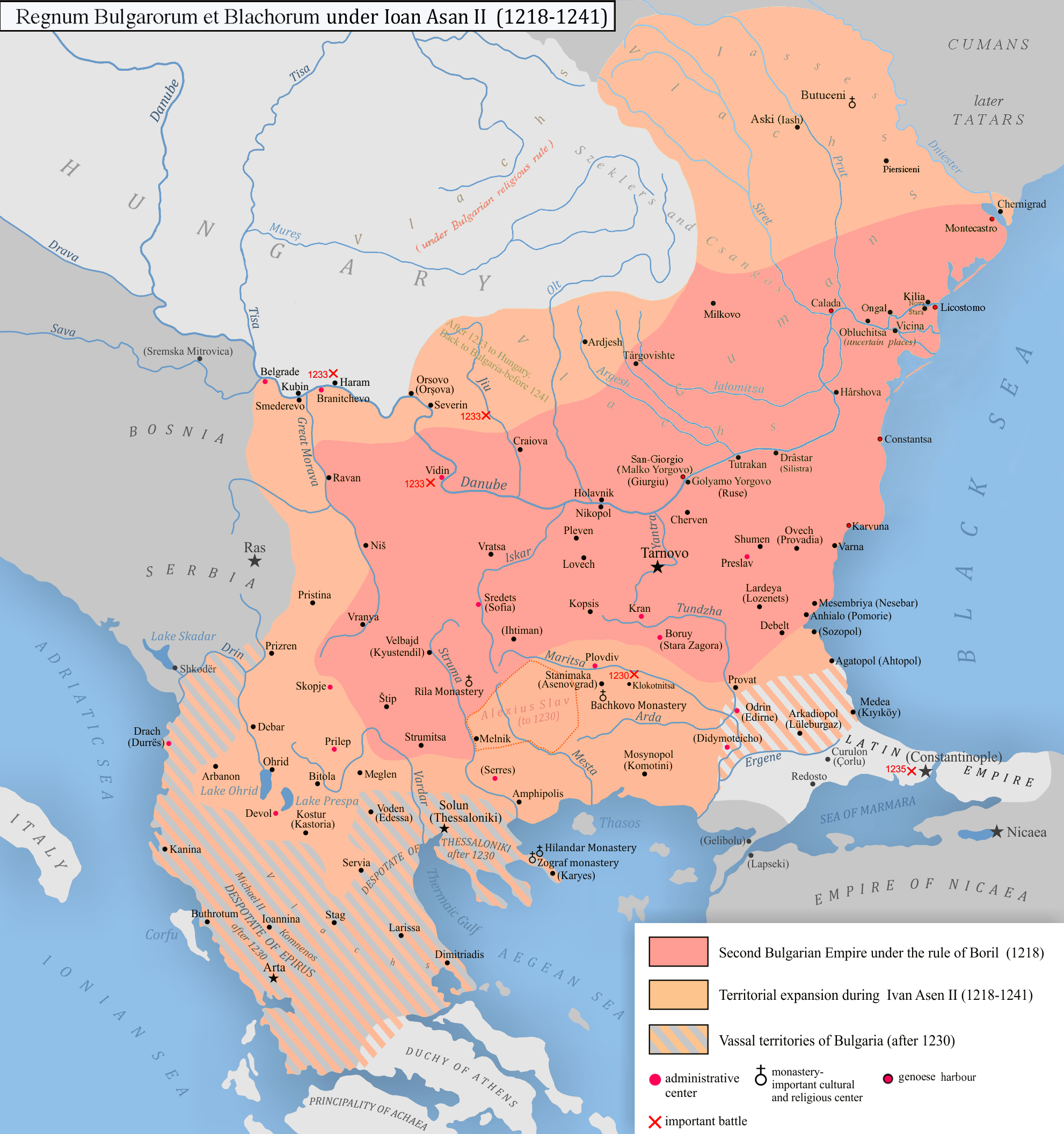
Второе Болгарское царство (1218—1241)

Задунайская Болгария (болг. Отвъддунавска България) — термин, используемый в болгарской историографии для обозначения средневековых земель, находящихся под властью Болгарского государства к северу от Дуная. Эти территории охватывают почти всю современную Румынию, Молдавию и Венгрию к востоку от Дуная, Воеводину и Буджак.
Болгарское государство контролировало эти территории с 681 по 1371—1422 годы (кроме периода Византийской Болгарии). Византийские историки называли их «Болгарией за Дунаем». О Задунайской Болгарии сохранилось очень мало сведений, так как архивы болгарских правителей были уничтожены, остались лишь немногочисленные упоминания в византийских и венгерских рукописях.